# Bautistas reformados
Los Bautistas reformados (una denominación errada para algunos ya que proponen que deben ser llamados bautistas particulares o bautistas calvinistas) es un movimiento bautista y calvinista.
Los Bautistas reformados son tanto bautistas en eclesiología y prácticas bautismales, como calvinistas en soteriología, y algunos se adhieren a la Confesión Bautista de Fe de 1689 o a la Confesión de Fe Bautista de 1644, otros tienen sus propias confesiones, siempre respetando las históricas.
La primera iglesia Bautista reformada se formó en la década de 1630.  La Confesión Bautista de Fe de 1689 fue una adaptación de la Confesión de fe de Westminster escrita siguiendo las líneas de los bautistas reformados.

## Historia
Se puede rastrear la historia de los primeros bautistas particulares de Inglaterra a la década de 1630.
El movimiento se remonta a la publicación de la Confesión de Fe Bautista de 1644 por siete Iglesias bautistas La confesión no es considerada exhaustiva ni completamente infalible por sus adherentes, pero es considerada como un resumen de las creencias del movimiento. Los bautistas calvinistas intentan basar toda su doctrina directamente en la Biblia, que es vista como la única autoridad en asuntos de fe y práctica.
Una desviación de algunos Bautistas reformados (y también de algunos presbiterianos ortodoxos) es el hipercalvinismo, una doctrina que insiste en la predestinación hasta el punto de sostener que el llamado evangélico a "arrepentirse y creer" no estaba dirigido a todos los hombres sino sólo a los funcionarios electos. Aún en minoría, esta idea solo está presente en unas pocas comunidades pequeñas. Los bautistas particulares , en cambio, creen en la libre oferta del Evangelio y en el llamado al arrepentimiento a todos los hombres. La convicción doctrinal de que Dios salvará solo a los elegidos no limita ni restringe la predicación a toda criatura.
La Confesión Bautista de Fe de 1689 fue escrita siguiendo las líneas de los bautistas particulares.
A principios del siglo XVII, los bautistas en Inglaterra desarrollaron dos teologías diferentes. Los bautistas generales fueron llamados así porque se aferraban a la Expiación General. La visión general de la expiación es que Cristo murió para hacer posible la salvación de todos los hombres que crean. Esta posición está identificada con el arminianismo. Los primeros líderes entre los bautistas generales incluyeron a John Smyth y a Thomas Helwys.
Los bautistas particulares fueron llamados así porque se aferraban a la Redención Particular o Expiación limitada. La visión de la expiación es que Cristo murió para salvar a individuos particulares, usualmente llamados "los elegidos". Esta posición es usualmente identificada como calvinismo. Algunos líderes bautistas particulares incluían a Benjamin Keach, Hanserd Knollys, William Kiffin e Isaac Backus.
Hacia el siglo XVIII, los bautistas generales, prácticamente desaparecieron de la escena en Inglaterra. Durante este mismo período, los bautistas particulares se movieron hacia un conservadurismo doctrinario extremo, lo cual fue descrito como hipercalvinismo y antinomismo. En 1785, Andrew Fuller publicó El Evangelio digno de toda aceptación. Esto ayudó a tornar a muchos bautistas particulares hacia un nuevo evangelicalismo que fue llamado fullerismo, y que llevaría a una eventual división entre los bautistas particulares de Inglaterra. Los fulleritas eran probablemente mejor representados por Andrew Fuller y William Carey, un misionero bautista particular en la India. El vocero principal del calvinismo estricto fue John Gill, conocido por su Exposición de toda la Biblia, el primer comentario que abarcaba en su explicación cada versículo de la Sagrada Biblia. Entre la rama fullerita, de los bautistas particulares, el calvinismo declinó y la práctica de la comunión abierta creció. En 1891, la mayoría de los bautistas generales que todavía quedaban se fusionaron con los bautistas particulares en la llamada Unión Bautista de Gran Bretaña, formada en 1813.

### El nacimiento de la Iglesia bautista reformada

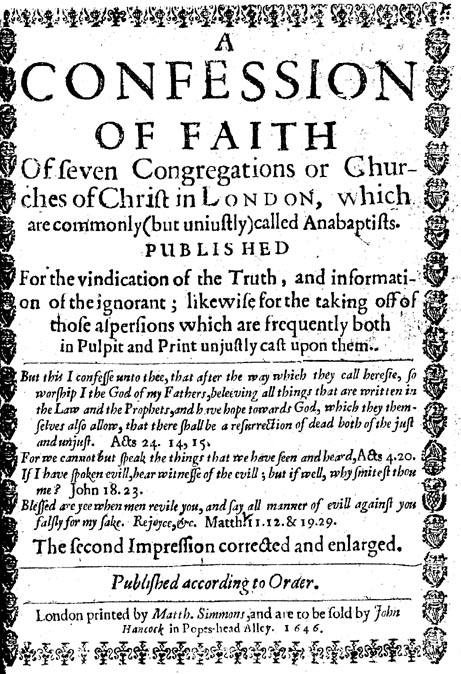
Portada de la Confesion de fe bautista de 1644

Los orígenes de las iglesias bautistas particulares  toman un camino diferente al de los bautistas generales. Mientras que las iglesias bautistas generales fueron fundadas por John Smyth (1554-1612) en simpatía con los menonitas, una rama de la Reforma radical llamada Rebautistas, los bautistas particulares  fueron fundados por el movimiento de Reforma Continental, influenciados en doctrin de salvación especialmente por Juan Calvino. el Movimiento de Reforma de Ginebra, son el comienzo.
Hay algunas teorías sobre el origen de los bautistas especiales, pero la ortodoxa es que nació en la Primera Iglesia Congregacional, que fue pastor de Henry Jocob (1563-1624) a principios de la década de 1640.

### Primera confesión de fe de los puritanos bautistas (1644)
Dentro de los puritanos había una voz a favor de la reforma del bautismo con la política de la iglesia. Comenzó con la primera iglesia congregacional separatista moderada conocida como la iglesia JLJ (Jacob-Lanthrop-Jessey) en Londres. Los santos que dejaron esta iglesia establecieron iglesias en el sur de Londres, llamadas bautistas particulares, y para mediados de 1640, se establecieron siete iglesias.

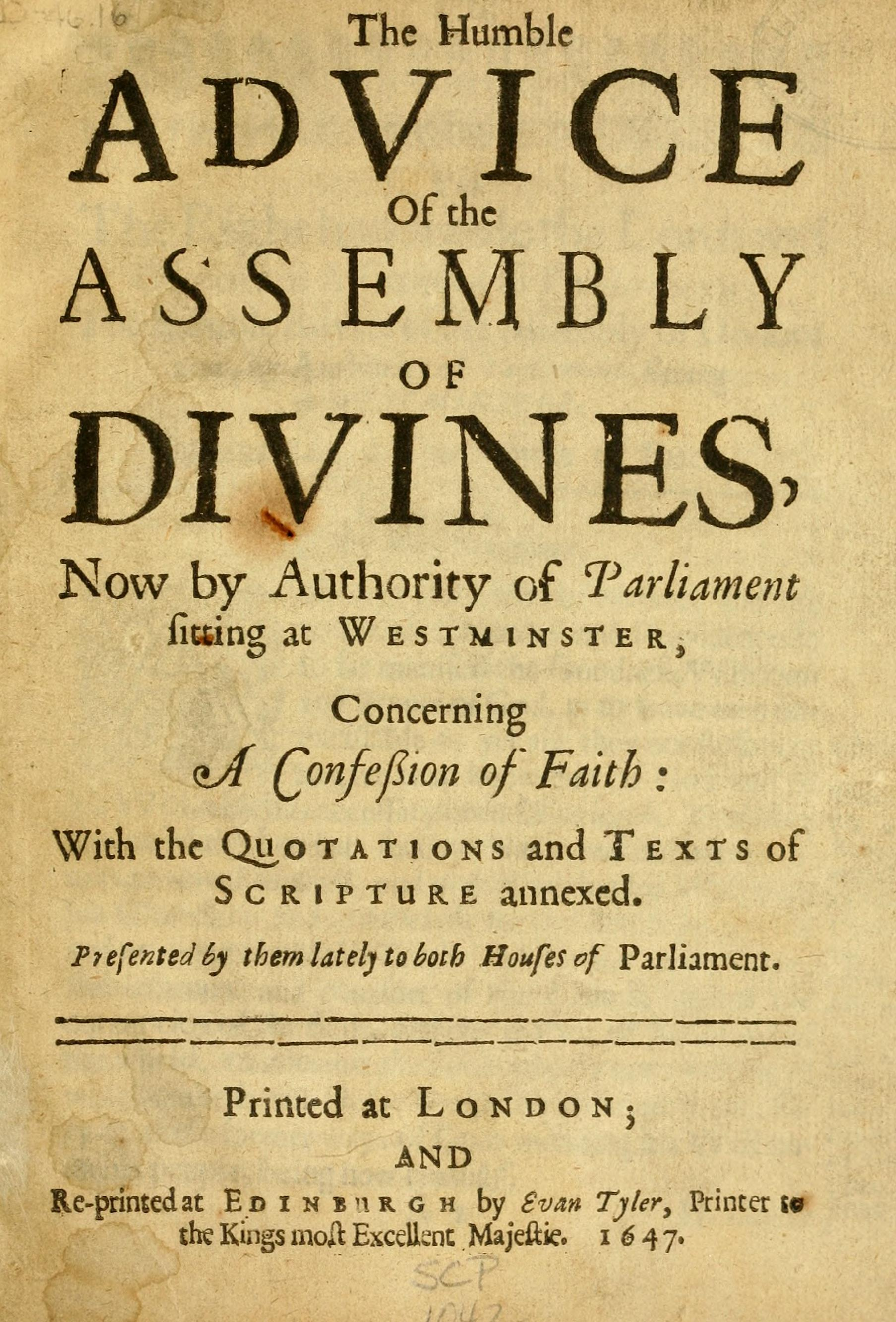
Portada de la Confesión de Fe de Westminster de 1647

Siete iglesias bautistas especiales publicaron su primera Confesión de Fe Bautista de 1644 . A través de esto, su existencia se dio a conocer al mundo. En la portada de la Confesión de Fe Bautista de 1644, está escrita la frase "UNA CONFESIÓN DE FE de siete congregaciones o iglesias de Cristo en Londres, que son comúnmente llamadas anabaptistas". Las iglesias bautistas especiales se opusieron al bautismo infantil e insistió en que los que profesan abiertamente su fe deben ser bautizados. Debido a esta posición del "bautismo del creyente", a menudo se la confundía con un anabaptista o se la consideraba una iglesia bautista general con una posición similar. El creyente promedio no sabía cómo se distinguían las iglesias bautistas especiales de las iglesias bautistas comunes. La Iglesia bautista especial para terminar con toda esta confusión, representa una provincia distinta al identificar la diferencia entre una Iglesia bautista regular,  la Confesión de Fe Bautista de 1644 para el propósito de su movimiento de reforma religiosa y la solidaridad de la teología reformada establece la legitimidad de la Iglesia.La primera confesión de fe de una iglesia bautista especial se llama "Confesión de fe de 1644" y "Confesión de Fe Bautista de 1644 de Londres ", según el año de publicación o nominación.

### Confesión de fe de los puritanos presbiterianos en Westminster (1647)
Los puritanos escribieron la Confesión de Fe de Westminster con el apoyo del Parlamento británico. Se llevaron a cabo un total de 1,163 discusiones, comenzando con el sermón de apertura del Dr. William Twiss, presidente de la Asamblea General. Desde el 1 de julio de 1643 hasta el 22 de febrero de 1649, cuando terminó la reunión ordinaria, tardó cinco años en completarse. Un total de 151 personas, incluidos 20 laicos, fueron convocados a la reunión, pero en el momento de la inauguración, asistieron alrededor de 90 personas, y la asistencia real fue de alrededor de 70 personas en promedio. Miembros de la Iglesia Presbiteriana, iglesias independientes y parlamentarios se reunieron para expresar sus opiniones desde sus propias perspectivas, y los enviados escoceses también asistieron para apoyar a la Iglesia Presbiteriana.  La Confesión de Fe de Westminster es la más famosa de las resoluciones y documentos hechos aquí. Fue adoptado por los parlamentos de Gran Bretaña y Escocia en 1647 y 1649, respectivamente, pero se basa en 1647, que fue aprobado por el Parlamento británico.

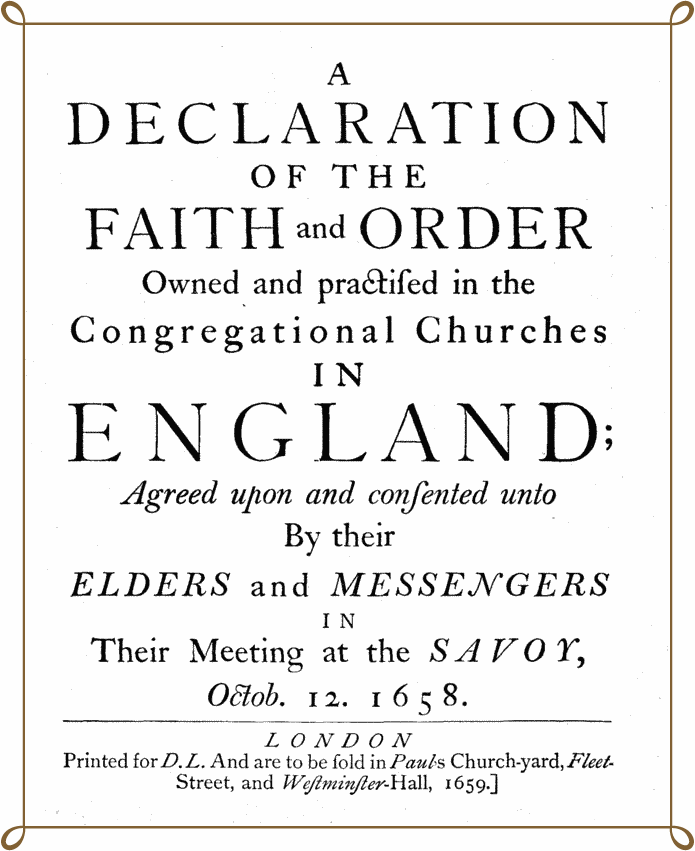
Portada de la Confesión de fe de Saboya (1658)

### Confesión de fe de Saboya de puritanos independientes (1658)
Los siete puritanos independientes que participaron en la redacción de la Confesión de Fe de Westminster eran pequeños, pero influyentes. Thomas Goodwin (1600-1680) contribuyó significativamente a la redacción de la confesión con su conocimiento teológico informado y liderazgo sobresaliente.  Jeremiah Burroughs (1600-1646) jugó un papel importante en la resolución del desacuerdo de la política de la iglesia, basada en la piedad y el buen carácter.  Philip Nye (1595-1672) habla sobre la libertad de conciencia, enfrentándose al presidente William Twisse (1578-1646) en la pintura de John R. Herbert de la Asamblea General de Westminster.
El 12 de octubre de 1658, los puritanos independientes emitieron "La Declaración de Saboya" en el Palacio de Saboya. La redacción fue dirigida por John Owen (1616-1683), que fue llamado el Príncipe de los Puritanos, y Thomas Goodwin, quien asistió a la Asamblea General de Westminster. El contenido se basó en la Confesión de Fe de Westminster, pero se revisó la política de la iglesia. El presbiterianismo de la Iglesia Presbiteriana no es diferente de la forma moderada de episcopalismo, y la reforma en una iglesia con Cristo como cabeza es inevitable. Los participantes de la Asamblea General de Westminster Thomas Goodwin, Philip Nye, William Bridge (1600-1670), Joseph Caryl, William Greenhill y otros participaron en la redacción de la Confesión de Fe de Saboya. Fue firmada por unas 120 iglesias, incluido John Howe.

### Segunda Confesión de Fe (1677/1689)

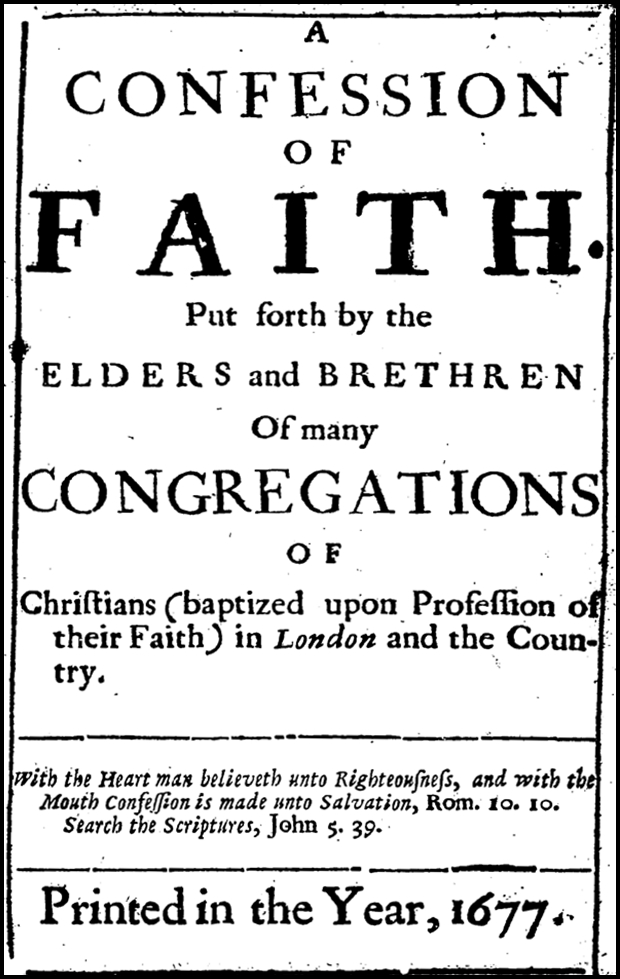
Portada de la segunda Confesión Bautista de Fe de 1689

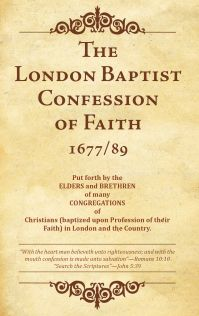
Portada de confesión de fe 1677/1689

La segunda generación de iglesias bautistas especiales escribió una nueva confesión de fe basada en la Confesión de Fe de Westminster (1647) en 1677, refiriéndose a la Confesión de Fe de Saboya (1658).  En ese momento, había tres tipos de puritanos: presbiterianos, independientes y bautistas. Por lo tanto, la diferencia entre las tres confesiones está limitada solo en la parte de la política de la iglesia y el bautismo  y esencialmente no hay diferencia en el sistema teológico.  borrador fue escrito por William Collins y Nehemiah Coxe.  Sin embargo, el anuncio se pospuso indefinidamente debido a la opresión del régimen monárquico reinante y la iglesia estatal.
Cuando se emitió el Acta de Tolerancia en 1689, se promulgó una nueva confesión de fe. Los líderes especiales de la iglesia bautista convocaron una reunión y se reunieron en Londres del 3 al 11 de julio de 1689. La agenda principal fue la adopción de una nueva Confesión de Fe escrita en 1677. Se reunieron representantes de la Iglesia de toda Inglaterra, incluido Gales. En este momento, hay más de 100 iglesias que han enviado delegaciones. Esto es evidencia de que la relación ha crecido de manera constante incluso en medio de la persecución. Las iglesias bautistas especiales estaban orgullosas de la nueva Confesión de Fe, que está hombro con hombro con la Iglesia Presbiteriana que escribió la Confesión de Fe de Westminster y la Iglesia de la Congregación que publicó la Confesión de Fe de Saboya.

### Crecimiento en medio de la opresión
Los puritanos fueron severamente oprimidos por el gobierno. Siempre que lo hicieron, se unieron, escribieron y publicaron confesiones de fe y sobrevivieron. Los puritanos bautistas, que eran relativamente débiles y se oponían al bautismo infantil, fueron más perseguidos. No podía permitirse participar en la política en realidad, y dedicó energía a luchar por la supervivencia, a plantar iglesias y pastorear iglesias locales. Por eso no ha dejado muchos escritos en comparación con los Ancianos y los Puritanos Independientes. Cuando la opresión del gobierno disminuyó, los ancianos e independientes que estaban profundamente involucrados en la política cayeron, pero las iglesias bautistas continuaron creciendo. Esto se debe a que la fuerza cohesiva en medio de la persecución y las pruebas, la unidad y cooperación entre las iglesias y la pureza de la doctrina fueron planteadas y apoyadas por los británicos. Los bautistas reformados, descendientes de iglesias bautistas especiales, son ahora la corriente principal del campo inconformista inglés.

### Título de la Confesión Bautista 1689
La "Confesión Bautista de Fe de 1689" de la Iglesia bautista especial (Segunda Confesión de Fe de Londres) es un documento estándar de fe adoptado por los bautistas reformados en Gran Bretaña, Estados Unidos y en todo el mundo de hoy. "Confesión de fe de 1689" es un nombre según el número de años adoptados, y "La Segunda Confesión de Londres" (1689) es un nombre según la región y la frecuencia. Las iglesias bautistas reformadas a menudo usan el nombre "La Confesión Bautista de Fe de 1689 según su identidad. Los dos años "1677/1689" marcados en la confesión de fe son el año en que se hizo la confesión (1677) y el año en que fue adoptada (1689).

### Líder especial de la Iglesia bautista
Hanserd Knollys (1598-1691), el único protestante de Cambridge entre los firmantes de la Confesión Bautista de Fe de 1689, y William Kiffin (1616-1701) de la Primera Congregación, quien ejerció un liderazgo sobresaliente en la plantación de iglesias, fueron uno de los primeros bautistas especiales. Estos son los representantes de la Conferencia. Hercules Collins (1646-1702) escribió el Catecismo Ortodoxo (1680), una versión bautista del Catecismo de Heidelberg, y Benjamin Keach (1640-1704) escribió parábolas y metáforas bíblicas (parábolas y metáforas), metáforas de las Escrituras), catecismo bautista y recopilación de himnarios controvertidos.

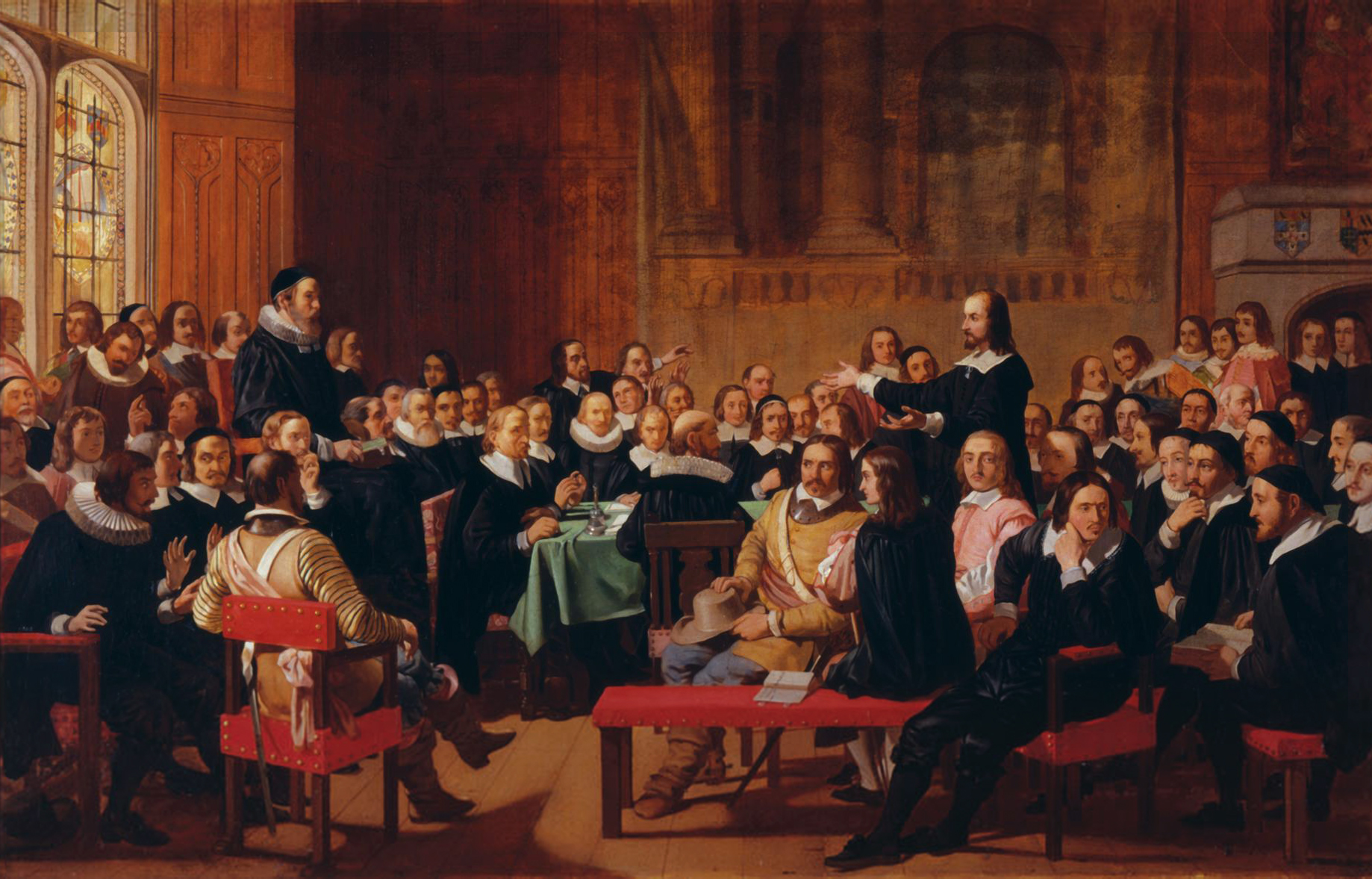
Esta pintura de John Rogers Herbert representa un discurso particularmente controvertido ante la Asamblea de Philip Nye contra el gobierno de la iglesia presbiteriana.

John Bunyan (1628-1688) , autor de Thousand Roads, es uno de los pastores más reconocidos de los bautistas especiales. John Gill (1697-1771), el teólogo que sistematizó la teología reformada y comentó sobre toda la Biblia, y Charles H. Spurgeon (1835-1892), quienes son considerados los mejores predicadores de la historia, nacieron de una iglesia bautista particular. La Iglesia de Bencharin Kitch donde se recostaban los caballos era la Capilla New Park Street cuando John Gill estaba a cargo, y más tarde, cuando el pastor Charles Spurgeon asumió el cargo y construyó un nuevo templo, el Metropolitan Cambiado a Tabernáculo Metropolitano. Ahora el Dr. Peter Masters ha estado pastoreando el Tabernáculo Metropolitano desde 1970.

### Las tres confesiones de fe reformadas de los puritanos
Las iglesias reformadas en Inglaterra siguen la Confesión de Fe de Westminster (1647), la Confesión de Fe de Saboya (1658) y los bautistas particulares la Segunda Confesión Bautista de Fe de 1689 de acuerdo con sus respectivas tradiciones religiosas.  Estas tres Confesiones de Fe fueron comparadas y analizadas por Don Lowe y James N. Anderson en 2007.

## Doctrina
Los bautistas particulares  suelen adherirse o tener en cuenta a la Primera y Segunda Confesión Bautista de Fe de 1689. Estas dos no son consideradas completamente infalibles, y están sujetas a revisión, corrección, o ampliación. Los bautistas particulares  derivan toda su doctrina directamente de la Biblia, a la cual ven como la única autoridad de fe y práctica para el ministerio y la vida cristiana.
Históricamente, los cinco puntos del calvinismo han sido centrales para la fe Reformada, con los cuales las iglesias bautistas Reformadas están de acuerdo por definición. Estas doctrinas son:
1. La depravación total, causada por la caída de Adán que afectó a toda la estructura del ser humano a nivel físico, moral y espiritual.
2. La Elección incondicional. Es decir, Dios salva a su pueblo de acuerdo a su Voluntad y a su propósito eterno, sin que haya nada en el ser humano salvado que le mueva a ello.
3. La Expiación limitada, que implica que Cristo sólo murió por aquellos que el Padre le dio, lo cual es lo que marca su propósito al venir a este mundo.
4.  La Gracia irresistible, por la que el Espíritu Santo lleva a cabo la regeneración de aquellos que el Padre escogió y le dio al Hijo para que muriera por ellos, otorgándoles la fe y el arrepentimiento.
5. La Perseverancia de los santos, por lo que aquellos que fueron destinados a la salvación por el amor electivo del Padre, entregados al Hijo para que muriera por ellos, y sobre quienes operó el Espíritu Santo, no se perderán jamás, ya que Dios se asegurará de que lleguen finalmente a su destino eterno. Los bautistas reformados creen en el bautismo solo de creyentes adultos a diferencia de sus hermanos Presbiterianos Reformados que asumen el bautismo de infantes.
Los bautistas particulares sostienen el Pacto de Gracia, el cual es hecho únicamente con los elegidos. El bautismo es visto como una señal de la administración del Nuevo Pacto, hecho con aquellos que han sido regenerados al tener la ley escrita en sus corazones, sus pecados perdonados, y que tienen el conocimiento salvífico del Señor (Jeremías 31:31-34). Sólo aquellos que profesan creíblemente esta realidad pueden ser bautizados.
Los bautistas particulares modernos se consideran los "herederos espirituales" de los bautistas ingleses John Bunyan y Charles Spurgeon. La teología calvinista de los bautistas particulares  es semejante a aquella de la de los comienzos de los ingleses bautistas .

## Características

### Confesionalidad
Las iglesias bautistas llamadas particulares  adoptan Confesiones de Fe. Históricamente, la Primera Confesión Bautista en Londres, la Segunda Confesión Bautista en Londres  y la Confesión de Fe Bautista de New Hampshire se encuentran entre los más utilizados y divergen de la Declaración Doctrinal de los Bautistas Brasileños (Convención Nacional Bautista y Convención Bautista Brasileña). La Confesión Bautista de Filadelfia se basó en la Segunda Confesión Bautista en Londres. Las confesiones de fe bautistas presuponen credos históricos , como el Credo de los Apóstoles , el Credo de Nicea y otros  .

### Teología del pacto
Al igual que con otros cristianos reformados, los bautistas particulares  adoptan la Teología del Pacto. Sin embargo, los bautistas reformados se diferencian de los presbiterianos , los reformados continentales y congregacionales en los detalles de esta teología. Estas diferencias explican, por ejemplo, por qué los bautistas no incluyen a sus hijos en el pacto, mientras que los reformados practican el pedobautismo o dedicación pactal para incluirlos. Mientras que los reformados entienden, por su teología, que los hijos de los cristianos deben ser incluidos en el pacto en una dedicación pactal o bautizados, los bautistas particulares  entienden que solo aquellos que hacen una profesión de fe deben ser bautizados e incluidos. El bautismo es visto como una señal de la administración del Nuevo Pacto - hecho con aquellos que han sido regenerados, que tienen sus pecados perdonados y que son salvos al conocer al Señor. Los candidatos para el bautismo se consideran después de que la congregación haya examinado cuidadosamente sus testimonios y estilos de vida  .

### Soteriología calvinista
Los bautistas reformados se adhieren a la soteriología definida por Juan Calvino , basada en las llamadas Doctrinas de la Gracia, históricamente sistematizadas en los Cánones de Dort  y resumidas en los llamados cinco puntos del calvinismo (conocidos por el acrónimo TULIP).

### Cinco Solas
Como otros grupos evangélicos, los bautistas particulares  afirman las Cinco Solas de la Reforma protestante  .

### Principio regulador del culto
El principio regulador de la adoración de su tradición es la creencia de que:
"La manera aceptable de adorar al Dios verdadero es instituida por él mismo y tan limitada por su propia voluntad revelada, que no puede ser adorada de acuerdo con las imaginaciones e invenciones de los hombres, o las sugerencias de Satanás. , bajo cualquier representación visible, o de cualquier otra manera, no prescrita en las Sagradas Escrituras " (del capítulo 22, n. ° 1 de la Confesión Bautista de Fe de 1689).
Cada elemento de la liturgia semanal regular debe ordenarse expresamente de la biblia. Se debe incluir todo lo que se ordene expresamente, excluir lo que no se ordene expresamente. Este principio también explica por qué los bautistas jubilados no bautizan bebés.

### Congregacionalismo
El congregacionalismo es la creencia de que no hay autoridad eclesiástica sobre la congregación local aparte del mismo Jesucristo. Las iglesias bautistas entienden que la iglesia local debe ser autónoma y, por lo tanto, están en contra de las estructuras episcopales (de obispos, tal como las adoptó la Iglesia Metodista ) o presbiterianas (presbiterio y sínodo). A pesar de esto, tradicionalmente las Iglesias bautistas particulares  se reúnen en convenciones asociativas para comunicarse con otras iglesias de doctrina común y promover instituciones para-eclesiásticas como seminarios, juntas de misión, etc.

### Liderazgo eclesiástico
Las iglesias bautistas reformadas tienen dos tipos de oficiales como líderes: pastores (también llamados ancianos, ancianos, reverendos) y diáconos. Cada iglesia local tiene un cierto número de pastores, que varía de una iglesia a otra. Este grupo de pastores es responsable del liderazgo espiritual (oración, predicación, consejería, enseñanza) mientras que los diáconos son responsables de otros asuntos eclesiásticos.

### Bautismo
Como otros bautistas, los bautistas reformados entienden que el bautismo debe ser preferentemente por inmersión, y como consecuencia de una profesión de fe (credobaptismo).

### Características comunes
Algunas características comunes de los bautistas particulares  son:
- Mantienen las cinco solas de la Reforma protestante:

1. Sola fide
2. Sola gratia
3. Sola scriptura
4. Solus Christus
5. Soli Deo gloria.[36]

- La centralidad de la Palabra de Dios: las Sagradas Escrituras (tanto el Antiguo Testamento como el Nuevo Testamento) son considerados como la única regla de fe y práctica.[37]

- Confesión de fe: se mantienen confesiones históricas como la Confesión de fe de Londres de 1689, New Hampshire, o la Fe y Mensaje Bautista que es como resúmenes no dogmáticos de las convicciones de la Iglesia, en cuanto a qué es lo que cree la Iglesia, y no son tenidas en la misma posición de autoridad que ostentan las Santas Escrituras.[38]

- Principio regulativo de la adoración: la convicción de que "la manera aceptable de adorar al único Dios, es instituida por Él mismo, y está limitada por Su propia Voluntad revelada, para que no sea adorado de acuerdo con imaginaciones y artilugios del hombre, o con las sugestiones de Satanás, bajo ninguna representación visible o de otra forma, que no esté prescrita en las Santas Escrituras", (del capítulo 22, párrafo 1 de la Confesión Bautista de Fe de 1689). Todo elemento de la liturgia en el día del Señor debe ser la que está definida expresamente en las Escrituras. Las sagradas escrituras determinan cómo se debe adorar en palabras del mismo Cristo, en el:[39]

Evangelio de Juan 4:19-24: “la mujer le dijo: señor, me parece que tú eres profeta. Nuestros padres adoraron en este monte, y vosotros decís que en Jerusalén está el lugar donde se debe adorar.  Jesús le dijo: mujer, créeme; la hora viene cuando ni en este monte ni en Jerusalén adoraréis al padre.  Vosotros adoráis lo que no conocéis; nosotros adoramos lo que conocemos, porque la salvación viene de los judíos. pero la hora viene, y ahora es, cuando los verdaderos adoradores adorarán al padre en espíritu y en verdad; porque ciertamente a los tales el padre busca que le adoren.  Dios es espíritu, y los que le adoran deben adorarle en espíritu y en verdad."
Los bautistas reformados, pueden tener tradiciones de música contemporánea, himnos o solo salterio pero el principio siempre se mantiene.
- Teología del pacto: en la eternidad, Dios Padre, Dios Hijo y Dios Espíritu Santo firmaron un Pacto eterno, llamado "de Gracia" por el que se determinó salvar a su pueblo. En este pacto,  Dios Padre eligió a aquellos que en su propósito eterno tuvo salvar, Dios Hijo vino a este mundo para morir por aquellos que el Padre le dio, y Dios Espíritu Santo, es el que lleva a cabo la obra de regeneración o nuevo nacimiento en aquellos que el Padre eligió y le dio al Hijo, y por los cuales Cristo murió.  Aunque se muestra la soberanía de Dios en todos los aspectos de su plan de Redención y en la Historia del hombre sobre la tierra, también se expone la responsabilidad de todo ser humano en cuanto a sus decisiones en este mundo y en cuanto a su alma. Los bautistas reformados han sido históricamente muy activos en la evangelización, porque saben que sin predicación de la Palabra de Dios, nadie será salvo.[41]

- Estructura: no se reconoce ninguna iglesia terrenal como autoridad sobre el cuerpo de ancianos/pastores de la iglesia local. Sin embargo, tradicionalmente las congregaciones se "asocian" con otras congregaciones que sostienen enseñanzas similares. Estas "asociaciones" están formadas en la base de un sistema doctrinal, que es la Confesión Bautista de Fe de 1689.[42]

- Oficiales: Hay dos tipos de oficiales en la iglesia: el anciano/pastor y el diácono. Cada iglesia local puede tener varios ancianos (conocido como pluralidad de ancianos). El consejo de ancianos/pastores trata con el mantenimiento espiritual de la iglesia, mientras que el diácono trata con los asuntos materiales de los miembros de la iglesia y el mantenimiento material de la propiedad de la iglesia.[43]

- El domingo es llamado "el Día del Señor": guardado de acuerdo a la Ley moral definido en el 4.º Mandamiento y enseñado por los apóstoles para ser observado por la iglesia en el primer día de la semana. Mientras que en el Antiguo Pacto se celebraba el 7.º día en memoria de la Creación, en el Nuevo Pacto se celebra el primer día en memoria de la Redención. En todo caso, es un mandamiento de obligado cumplimiento, ya que está al mismo nivel del resto.[44]

### Bautistas calvinistas
El término "Reformado" es visto en ocasiones por los confesionalistas Reformados como sólo válido cuando describe una creencia que es confesional y que se aferra a la teología del Pacto.
- Confesional: que tiene respeto por las confesiones históricas Reformadas, pero para los bautistas la confesión a meditar es la Confesión Bautista de Fe de 1689. Otras confesiones tenidas como bautistas particulares  incluyen la Primera Confesión de Fe Bautista de 1644, la Confesión de Fe Bautista de New Hampshire de 1833, y el Mensaje y Fe Bautistas.[46]

- El aferrarse a la Teología del Pacto, como se describe en estas mismas confesiones. Esto es visto como entre los rasgos comunes tratados anteriormente.[47]

## Variaciones

### Bautistas estrictos
Los grupos que se llaman a sí mismos bautistas estrictos a menudo se diferencian de los que se autoproclaman a sí mismos "bautistas reformados", que comparten la misma doctrina calvinista, pero difieren en la política eclesiástica;  "bautistas estrictos" generalmente prefieren una política congregacionalista .
El grupo de bautistas estrictos llamados bautistas estrictos y particulares son bautistas que creen en una interpretación calvinista o reformada de la salvación cristiana.  Los bautistas particulares surgieron en Inglaterra en el siglo XVII y tomaron su nombre de la doctrina de la Expiación limitada,  mientras que el término "estricto" se refiere a la práctica de la comunión cerrada .

### Bautistas de la Gracia Soberana
Los bautistas de Gracia Soberana en el sentido más amplio son los bautistas " Calvinistas " que aceptan la gracia soberana de Dios  en la salvación y la predestinación. En el sentido más estricto, ciertas iglesias y grupos han preferido "Gracia soberana" en su nombre, en lugar de usar los términos "calvinismo", "calvinista" o "bautista reformado". Esto incluye algunos que prefieren el Confesión de Fe Bautista de 1644 a la Confesión Bautista de Fe de 1689 y que son críticos de la teología del pacto.
Todos estos grupos generalmente están de acuerdo con los cinco puntos del calvinismo : 
1. La Depravación total
2. La Elección incondicional
3. La Expiación limitada
4. La Gracia irresistible
5. La Perseverancia de los santos[51]

Los grupos que se autodenominan "bautistas de Gracia Soberana" han sido particularmente influenciados por los escritos de John Gill en el siglo XVIII.  Entre los bautistas estadounidenses que han revivido tales ideas calvinistas se encuentran Rolfe P. Barnard y Henry T. Mahan, quienes organizaron la primera Conferencia Bíblica de Gracia Soberana en Ashland, Kentucky , en 1954, aunque los grupos designados como Gracia Soberana no están necesariamente conectados a ellos.

#### Estado actual
Los grupos bautistas calvinistas que actualmente usan el término Gracia Soberana incluyen la Asociación Bautista de Gracia Soberana,  la Fraternidad de Gracia Soberana de Canadá y algunos entre la creciente línea calvinista de bautistas independientes, incluyendo varios cientos de iglesias bautistas independientes Landmarkismo .

#### Escándalos
En 2022 estalló un escándalo público al salir a la luz una serie de abusos sexuales cometidos contra mujeres y menores de parte de miembros de iglesias bautistas reformadas de la asociación ARBCA .Uno de los abusadores sexuales en Heritage Baptist Church en Mansfield, TX ha sido condenado a nueve años.  Esta es una iglesia prominente en la Asociación de Iglesias Bautistas Reformadas en América.  Su abuso fue encubierto por los pastores de esta asociación. Thomas Chantry, el expastor presidente de ARBCA de la Iglesia bautista Cristo Reformado, fue arrestado y encarcelado en 2016 por lo mismo.